# Colt 45 (película de 2014)
Colt 45 es una película de 2014 dirigida por Fabrice Du Welz y protagonizada por Ymanol Perset, Joey Starr, Alice Taglioni y Gérard Lanvin.

## Argumento
Vincent Miles (Ymanol Perset), un supervisor de armas y experto instructor de tiro de la Policía Nacional, recibe ofertas para entrar en un escuadrón de élite, pero las rechaza. Sin embargo, cuando conoce a Milo Cárdena (Joey Starr), un agente, se dejará arrastrar a un infernal remolino de violencia, quedando así atrapado en esa situación, y se verá obligado a matar en defensa propia.

## Reparto
- Gérard Lanvin como el comandante Christian Chavez.
- Joey Starr como Milo Cárdena.
- Alice Taglioni como el capitán Isabelle Le Franc.
- Ymanol Perset como Vincent Milès.
- Simon Abkarian como el comandante Luc Denard.
- Antoine Basler como Joseph Fleischmann.
- Jo Prestia como Marco.
- Salem Kali como Mehdi.
- Michel Ferracci como Michel.
- Alexandre Brasseur como el comandante Martial Ricaud.
- Philippe Nahon como Pradier.
- Anton Yakovlev como Carmini.
- Amr Waked como Baron.
- Malek Oudjail como Malek.
- Redouane Behache como Tarek Derkaoui.
- Aymen Saïdi como Kaïs Derkaoui.
- Denis Braccini como Nicolaï.
- Michaël Vander-Meiren como Moïse.
- Philippe Petit como Pierre.
- Christophe Ntakabanyura como el contacto.
- Moussa Mansaly como el joven.
- Gérard Watkins como Calhoun.
- Mick Gould como el mayor del 75.º regimiento de ranger.
- Richard Sammel como un mayor.
- Mika'ela Fisher como Mika.
- Fathi Beddiar como el policía con el fusil.
- Jean-Michel Chapelain como Jean-Michel.
- Grégory Loffredo como un policía.
- Christophe Maratier.
- Mathieu Nicourt como el guardia de la prisión.
- Aurèle Petitpierre como un agente científico de policía.
- Habibur Rahman como el director del banco.